# Дюлэйн, Пьер
Пьер Дюлэйн (англ. Pierre Dulaine, родился 23 апреля 1944 года) — известный  в США танцор и инструктор бальных танцев.

## Биография
Родился в городе Яффо, Палестина в 1944 году. Отец ирландец по национальности, служил в британской армии. Мать наполовину француженка, наполовину палестинка.
Разработал собственный метод обучения бальным танцам. Открыл танцевальные классы, в которых школьники по его методике меняли свою жизнь с помощью бальных танцев. В 2006 году на экраны вышел фильм основанный на жизни Пьера Дюлэйна — «Держи ритм» режиссёра Лиз Фридлендер. Роль Пьера в нём сыграл Антонио Бандерас, а сам Пьер сыграл эпизодическую роль судьи на танцевальном конкурсе.